# Rivero
Rivero ist ein spanischer Familienname.

## Namensträger
- Ángel Rivero Méndez (1856–1930), puerto-ricanischer Soldat, Schriftsteller und Geschäftsmann
- Brandon Rivero (* 2001), uruguayischer Laiendarsteller und Webvideoproduzent
- Calu Rivero (* 1987), argentinische Filmschauspielerin, Model und Designerin
- Carlos Rivero (* 1994), spanischer Eishockeyspieler
- Carlos Ayrton Cougo Rivero (* 1996), uruguayischer Fußballspieler, siehe Ayrton Cougo
- Carlos Eloir Peruci Rivero (1951–2017), brasilianischer Fußballspieler
- Carlos Iturralde Rivero (1926–2004), mexikanischer Fußballspieler und -trainer
- César Rivero, argentinischer Autorennfahrer
- Claudia Rivero (* 1986), peruanische Badmintonspielerin
- Claudio Rivero (* 1985), uruguayischer Fußballspieler
- Edmundo Rivero (1911–1986), argentinischer Tangosänger
- Eliseo Rivero (* 1957), uruguayischer Fußballspieler
- Gaston Rivero (* 1978), uruguayisch-amerikanischer Sänger (Tenor)
- Guillermo Rivero (1902–1959), chilenischer Fußballspieler
- Gustavo de Jesús „El León“ Gaviria Rivero (1946–1990), kolumbianischer Drogenhändler, siehe Gustavo Gaviria
- Horacio Rivero, Jr. (1910–2000), US-amerikanischer Admiral der US Navy und Botschafter
- Ignacio Rivero (* 1992), uruguayischer Fußballspieler
- Inés Rivero (* 1975), argentinisches Model
- Ismael Rivero, uruguayischer Fußballspieler
- Jessica Rivero (* 1995), spanische Volleyballspielerin
- Jorge Rivero (* 1938), mexikanischer Schauspieler

- Juan Rivero (Fußballspieler, I), peruanischer Fußballspieler
- Juan Rivero (Boxer) (* 1940), uruguayischer Boxer
- Juan Rivero (Fußballspieler, 1950) (* 1950), peruanischer Fußballspieler
- Juan Rivero (Fußballspieler, 1989) (Juan Francisco Rivero; * 1989), bolivianischer Fußballspieler
- Juan Jose Rivero (* 1987), argentinischer Radrennfahrer
- Juan A. Rivero (1923–2014), puerto-ricanischer Zoologe
- Juan Manuel Suárez Del Toro Rivero (* 1952), spanischer Wirtschaftsingenieur und Rot-Kreuz-Funktionär
- Leonardo Rivero (* 1983), uruguayischer Fußballspieler
- Manuel Fermín Rivero de la Calle (1926–2001), kubanischer Anthropologe und Paläontologe
- Manuel Almunia Rivero (* 1977), spanischer Fußballtorwart
- Manuel Ray Rivero (1924–2013), kubanischer Bauingenieur, Widerstandskämpfer, Politiker und Unternehmer
- Marcel Titsch-Rivero (* 1989), deutscher Fußballspieler
- Octavio Rivero (Fußballspieler) (Raúl Octavio Rivero Falero; * 1992), uruguayischer Fußballspieler
- Octavio Rivero Serrano (1929–2022), mexikanischer Pneumologe
- Otto Rivero (* 1968), kubanischer Politiker
- Paulino Rivero Baute (* 1952), spanischer Politiker
- Pedro María Olmedo Rivero (* 1944), spanischer Priester, Prälat von Humahuaca
- Raúl Rivero (1945–2021), kubanischer Dichter und Journalist
- Rodrigo Rivero (* 1995), uruguayischer Fußballspieler
- Ronald Rivero (* 1980), bolivianischer Fußballspieler
- Santiago Rivero (1917–1982), spanischer Schauspieler
- Saúl Rivero (1954–2022), uruguayischer Fußballspieler und -trainer
- Valeria Rivero (* 1984), peruanische Badmintonspielerin
- Vicente de Herrera y Rivero († 1794), spanischer Vizekönig von Neuspanien
- Víctor Rivero (* 1980), chilenischer Fußballspieler und -trainer
- Vladimir Rivero Hernández (1971–2004), portugiesischer Handballspieler
- Xiomara Rivero (* 1968), kubanische Speerwerferin